# Toyota JPN Taxi
Toyota JPN Taxi (яп. トヨタ・ジャパンタクシー, хепбёрн Toyota Japantakushī) — гибридное такси на базе Toyota Sienta (XP170) с универсальным дизайном, утверждённым правительством Японии. Выпускается с октября 2017 года для рынков Японии и Гонконга. Является преемником Toyota Comfort и Toyota Crown Sedan. 

## Описание
В разработке Toyota JPN Taxi принимало участие министерство земли, инфраструктуры, транспорта и туризма Японии с введением мандата на доступность экологического класса при консультации с автопроизводителями, производителями такси и защитниками прав инвалидов для достижения целей летних Олимпийских игр 2020 года. Модель выпускалась в трёх цветах: чёрном, белом и индиго (koiai).
Внешние габариты соответствуют японским системам классификации легкового автотранспорта, которые позволяют экономить налоги при эксплуатации в коммерческих целях. JPN Taxi разработан на базе Sienta, при этом он не имеет с ним ничего общего за исключением поддона пола, что позволяет устанавливать оборудование для такси.
Как только складываются задние сиденья, выдвигается пандус для размещения пассажиров в инвалидных колясках. Для удобства посадки и высадки инвалидов сзади установлена раздвижная дверь с электроприводом. В грузовой отсек вмещаются два больших чемодана или четыре сумки для гольфа. В автомобиль также встроены шумоизоляция и система очистки воздуха, в то время как комплектация Takumi включает в себя циркулятор воздуха на потолке и систему обогрева задних сидений.

## Производство и продажи
С 2017 по 2020 год Toyota JPN Taxi выпускался в Сусоно, а в декабре 2020 года производство было передано в Охиру. С января 2019 года JPN Taxi выпускается в Гонконге под индексом Toyota Comfort Hybrid (кит. 豐豐豐金豐混能豐混能豐混能士士), дебют которого состоялся в июле 2018 года. С марта 2023 года JPN Taxi выпускается в Таиланде под индексом Toyota Thai Taxi.

## Галерея

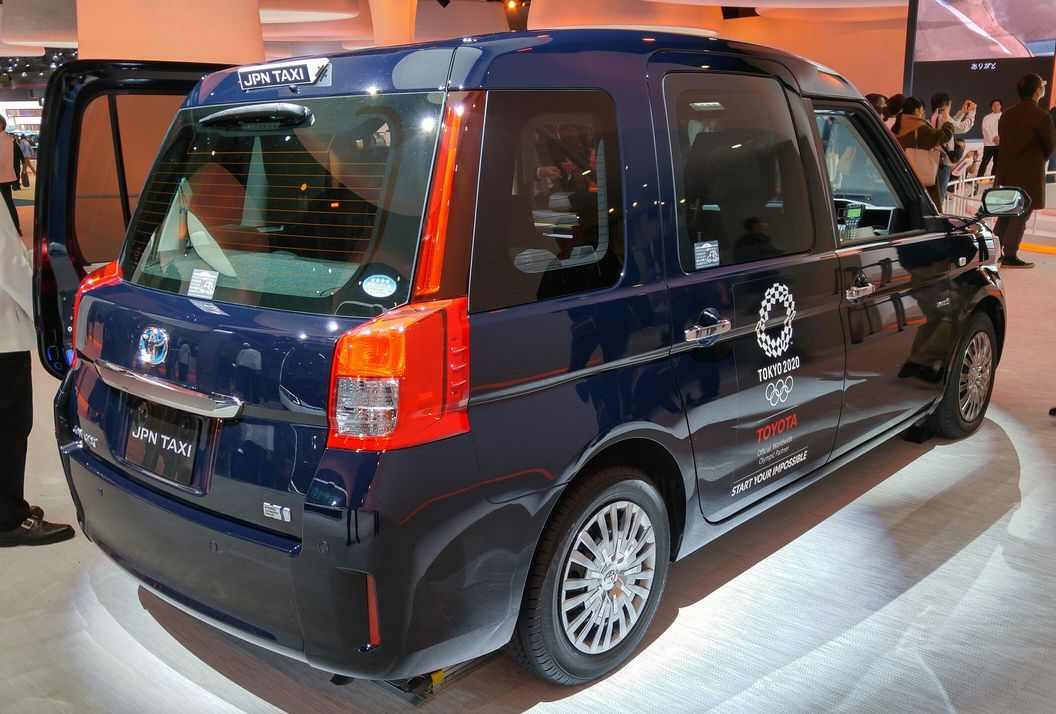
Вид сзади
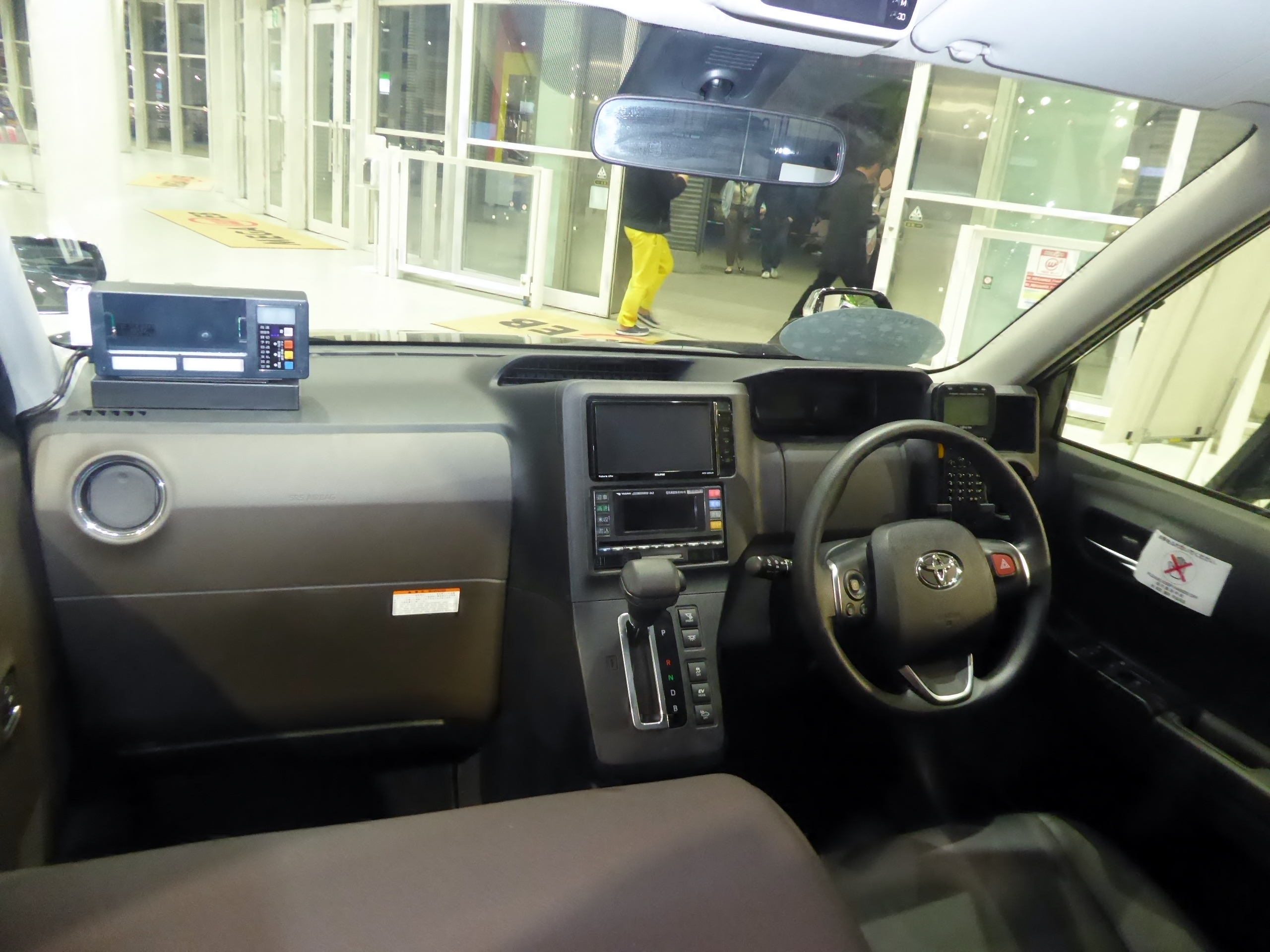
Интерьер
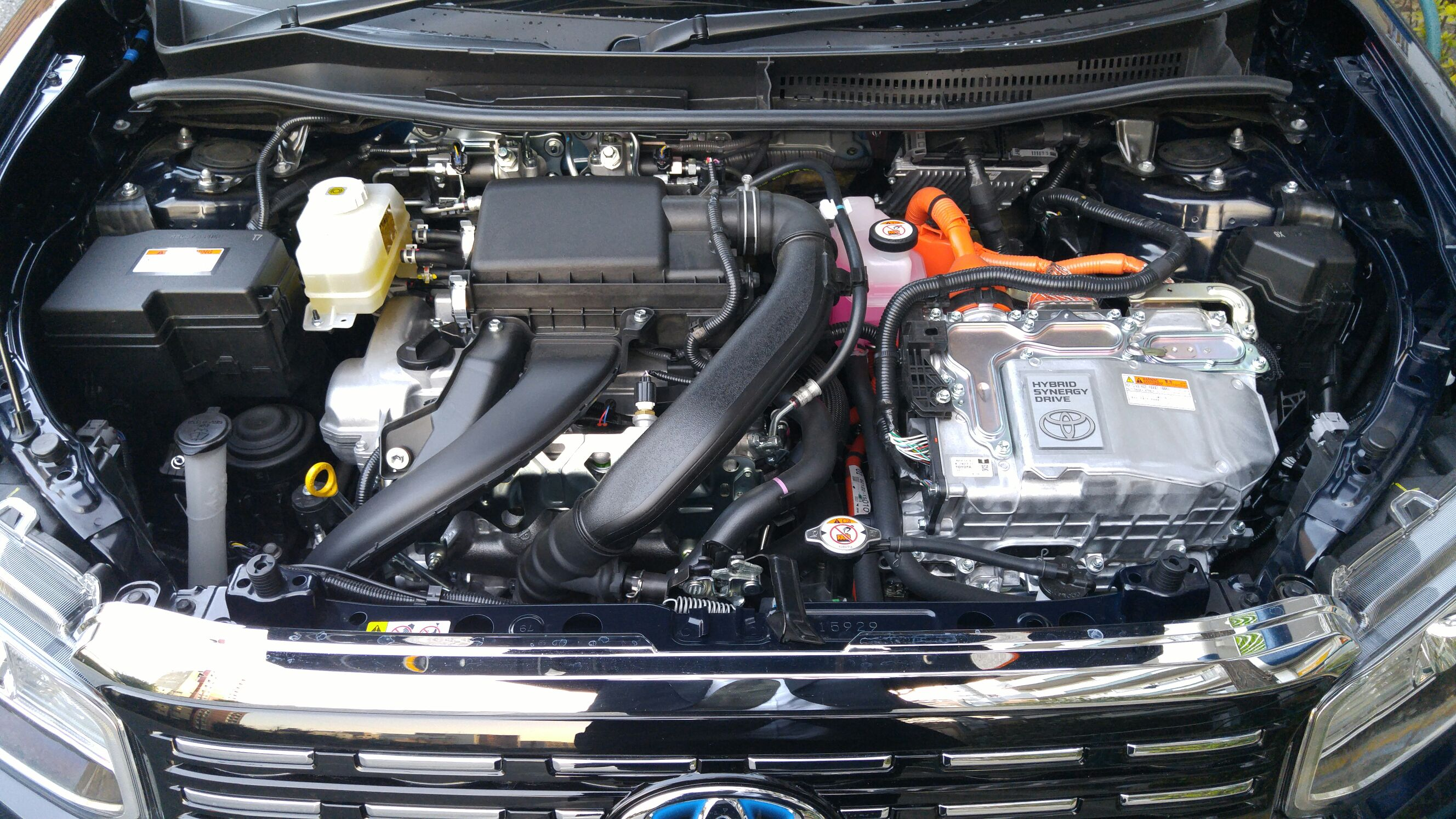
1NZ-FXP вместе с 2LM
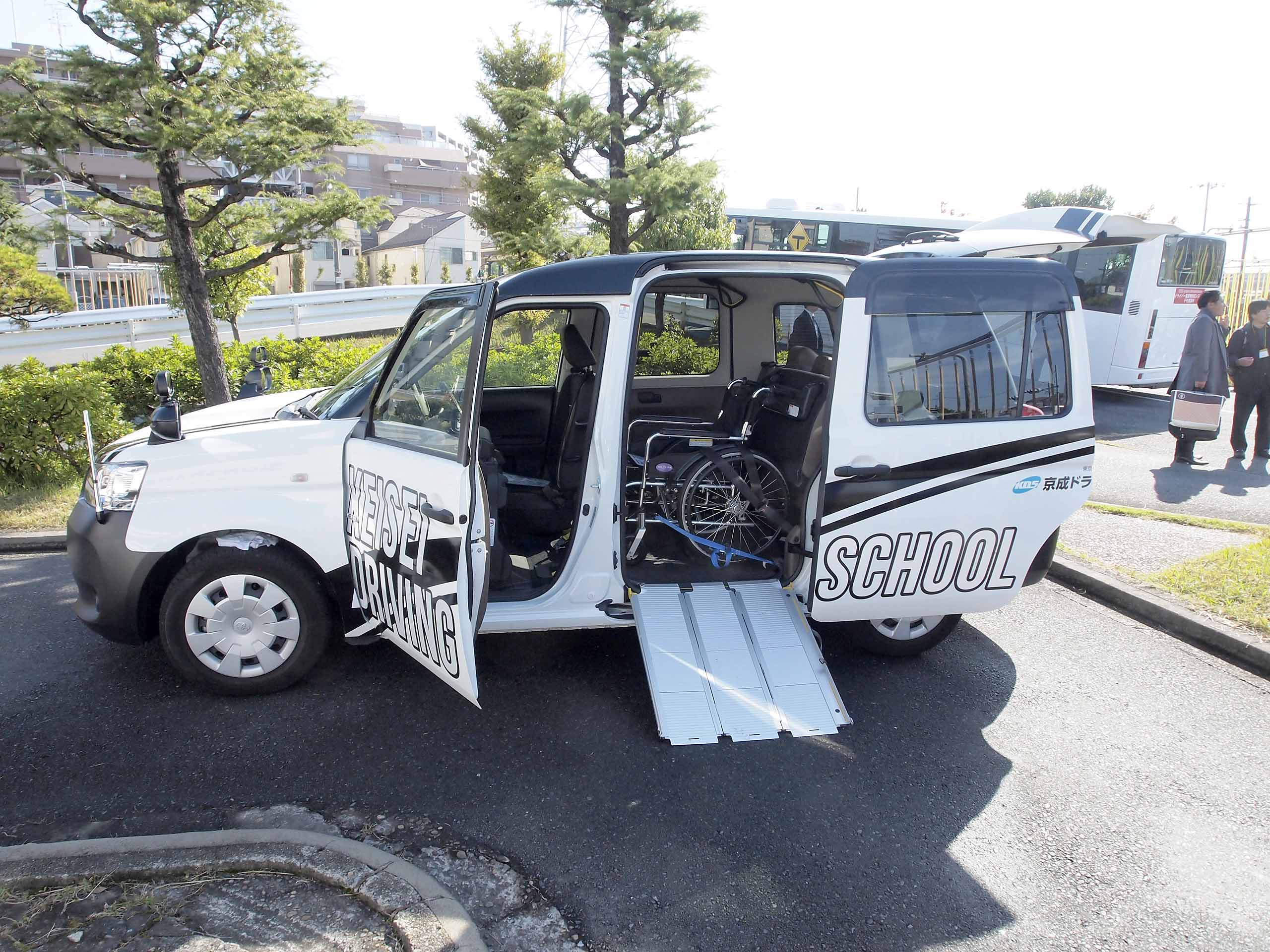
Специальные возможности автомобиля
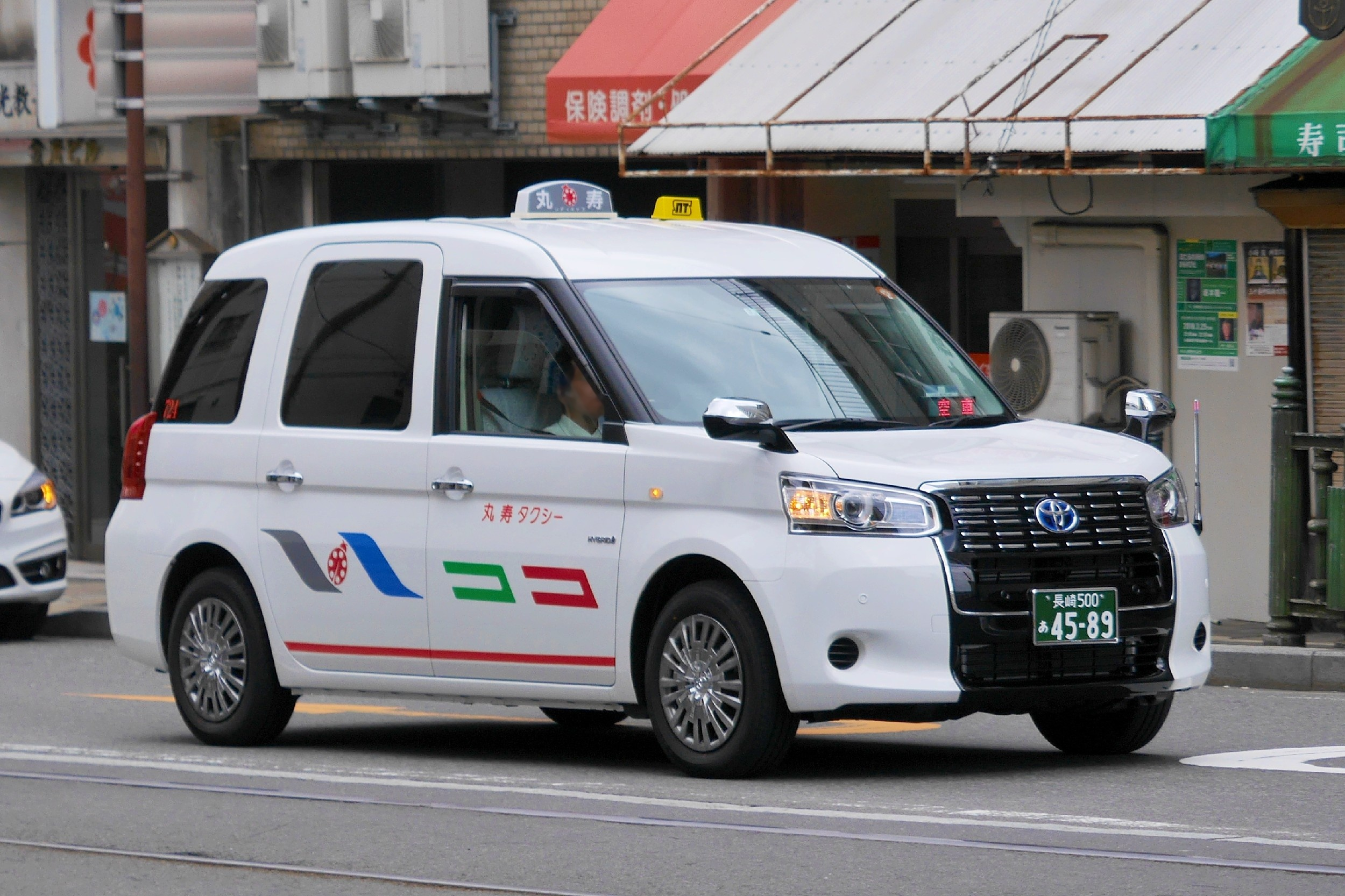
JPN Taxi в Нагасаки
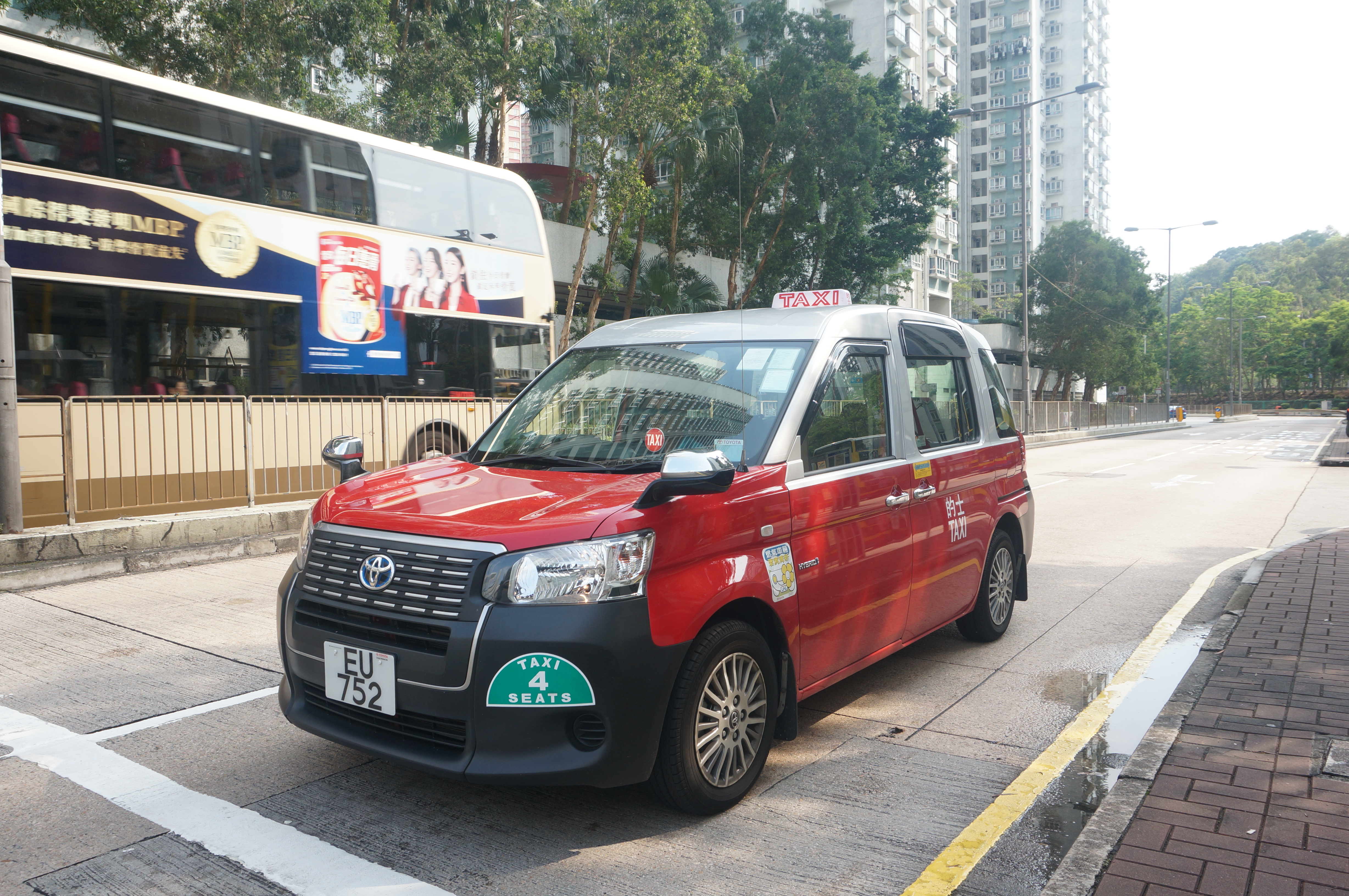
Toyota Comfort Hybrid в Гонконге
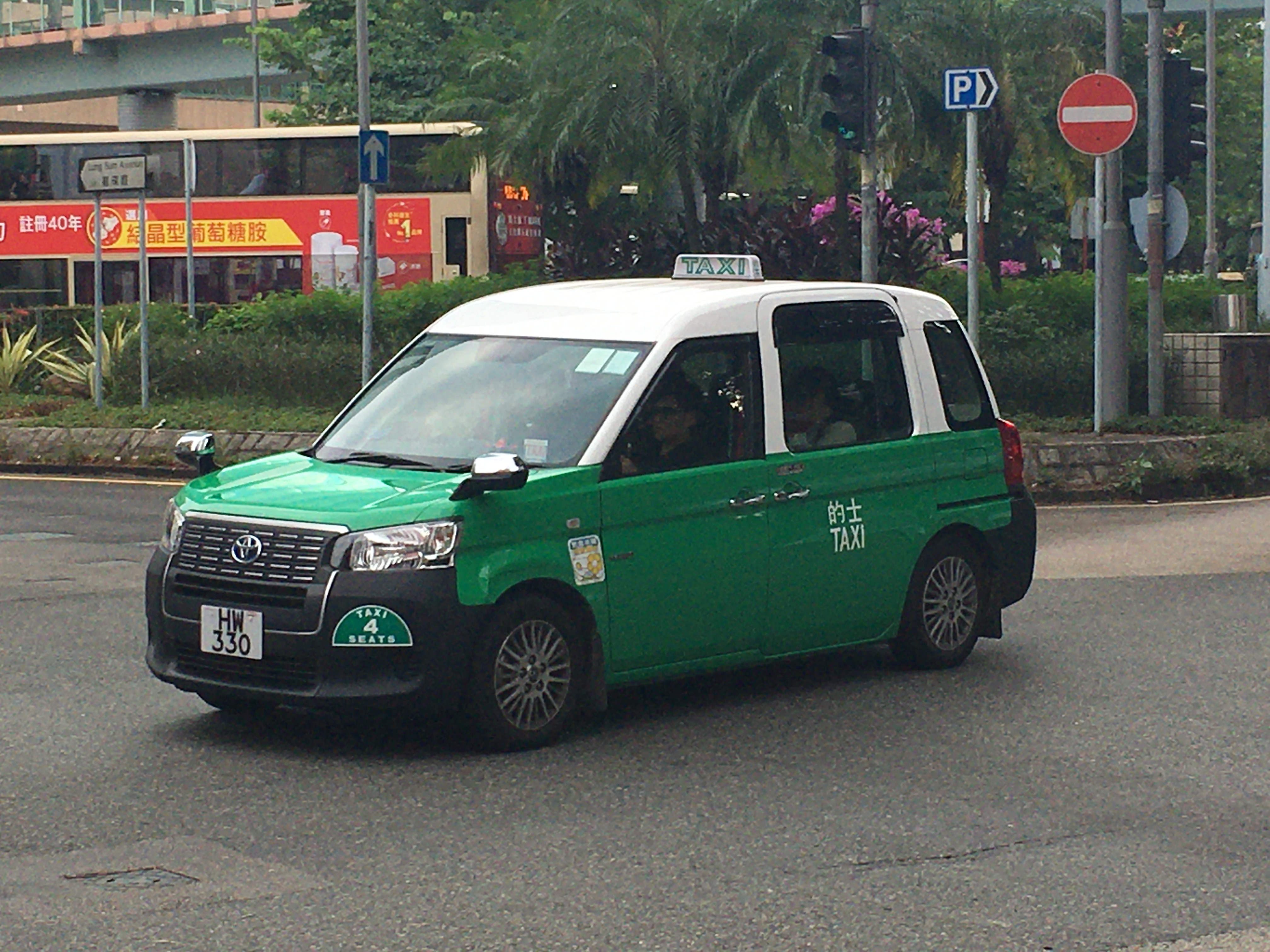
Toyota Comfort Hybrid в Гонконге
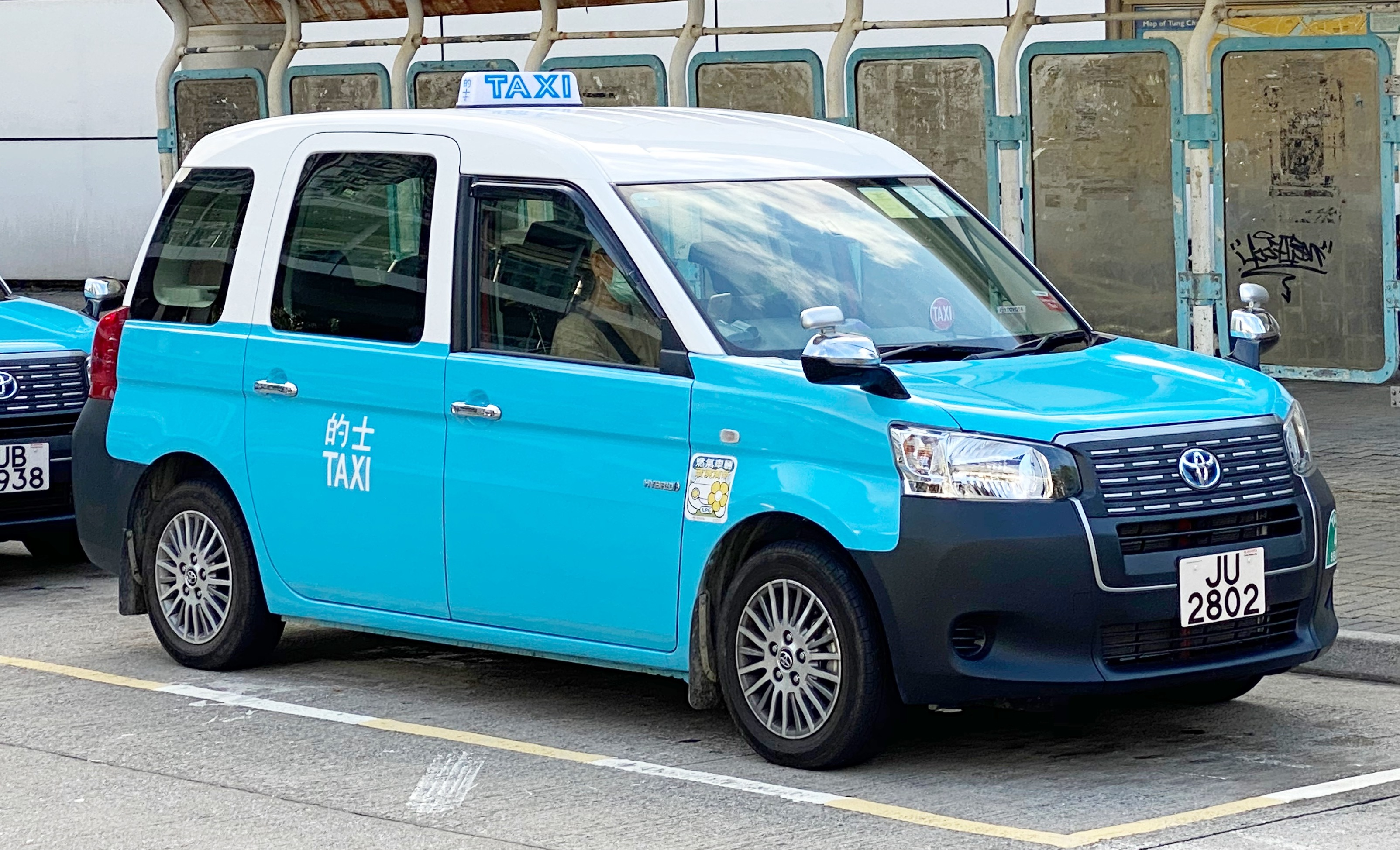
Toyota Comfort Hybrid на острове Лантау
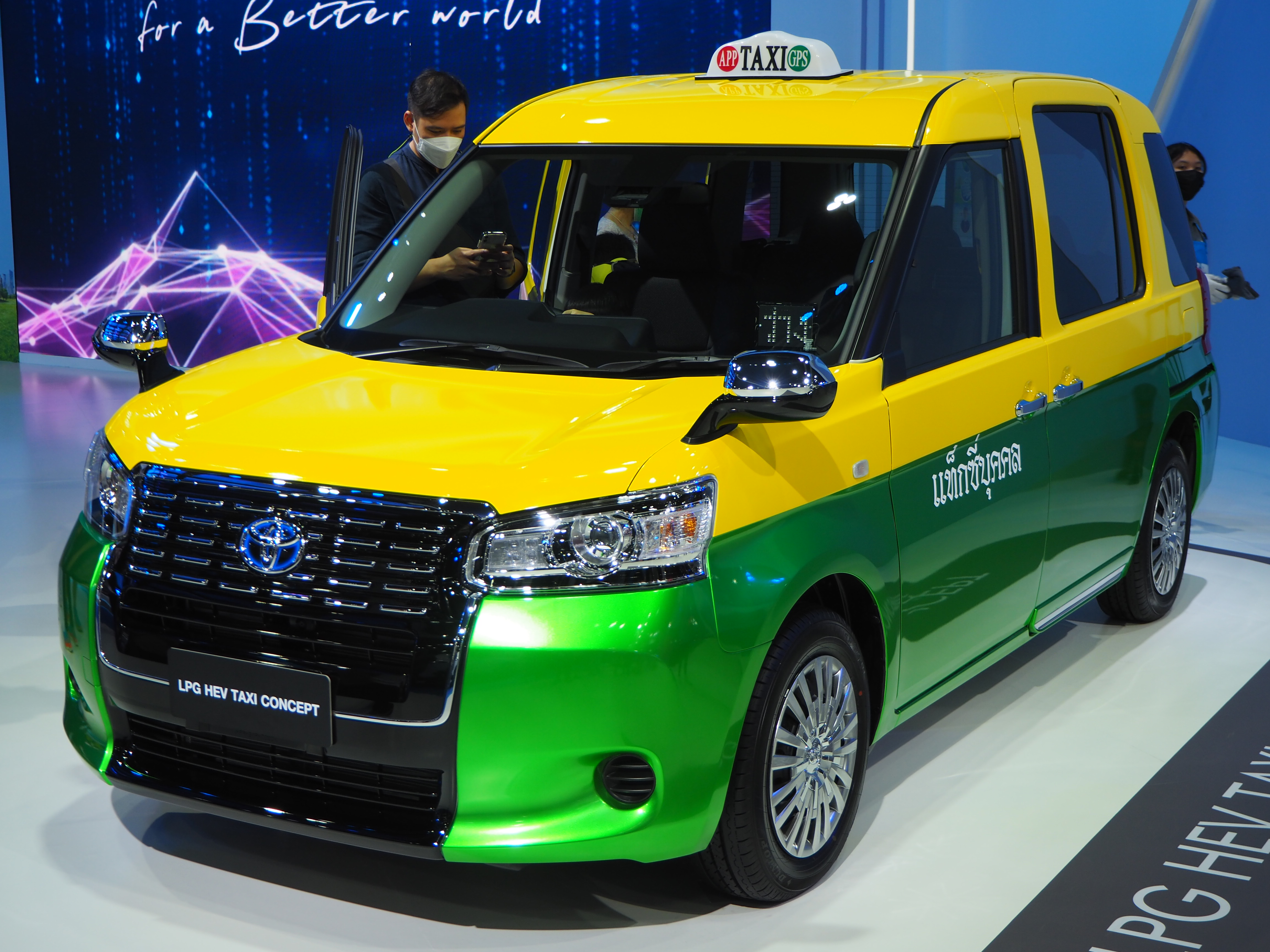
Toyota Thai Taxi